# Vettor Pisani (artista)
Vettor Pisani (Bari, luglio 1934 – Roma, 22 agosto 2011) è stato un pittore, architetto e drammaturgo italiano.

## Biografia
Nasce nel 1934 a Bari. Nel 1970 si trasferisce a Roma e debutta alla galleria La Salita di Roma con la sua prima personale: il ciclo di opere Studi su Marcel Duchamp (1965), che gli valsero una certa notorietà. Proprio nel 1970 ottiene il Premio Pino Pascali attribuito dalla Galleria Nazionale d'Arte Moderna e comincia la sua attività nel teatro realizzando alcune scenografie. Nel 1976 presenta alla Biennale di Venezia - sua prima volta - l'opera Theatrum, anticipatrice di una ricerca che si protrarrà lungo tutto il corso della sua carriera artistica. L'artista vede nel labirinto un analogo del reale, secondo una cultura ermetica ed esoterica che appartiene ai tre artisti ai quali dedica la propria opera - Duchamp, Klein, Beuys - che formano con lui un sistema basato sull'ermetico numero quattro. Il suo metodo consiste nell'appropriarsi di elementi desunti da altri artisti e dalla storia dell'arte, reinventandoli: crea mediante la citazione, mettendo sotto analisi non il mondo, ma il linguaggio.
Oltre alla Biennale di Venezia del 1976, Pisani partecipa a quelle del 1978, 1984, 1986, 1990 e 1995, alle Quadriennali di Roma del 1973, 1986 e 1992, partecipa a Documenta 5 - Kassel 1972 curata da Harald Szeemann, espose accanto a Joseph Beuys e altri protagonisti dell'arte concettuale, Galleria Civica d'Arte Moderna di Torino 1973 e, tra le molte, a mostre come Avanguardia/Transavanguardia a Roma e Italian Art Now: an american Perspective al Guggenheim Museum di New York nel 1982. In quell'anno il Museum Folkwang di Essen gli dedica una mostra antologica, seguita da quelle organizzate nel 1990 a Valencia e dalla Galleria Civica d'Arte Contemporanea di Trento nel 1992. Nel 1997 è presente alla mostra "Pittura italiana da Collezioni Italiane" presso il Castello di Rivoli. Partecipa a "Minimalia. Da Giacomo Balla a..." (1997 - 2000, Venezia, Palazzo Querini Dubois; Roma, Palazzo delle Esposizioni; New York, P.S.1) a cura di Achille Bonito Oliva. Palazzo Reale di Napoli 1998 retrospettiva "L'enigma della rosa".
Dopo un periodo di sosta, tornò a calcare le scene nel 2005 con Il bello e le bestie al MART di Rovereto. Nel 2007 con "L'Isola interiore. Isolamenti e Follia", a cura di Achille Bonito Oliva, partecipa come evento collaterale alla Biennale di Venezia. Nel 2009 partecipa con l'opera "Concerto invisibile di Gino De Dominicis" alla mostra di apertura della Fondazione Galleria Civica di Trento e con "Venere di Cioccolato" alla mostra Inganni ad arte. Meraviglie del trompe l'oeil dall'antichità al contemporaneo a Palazzo Strozzi di Firenze.
È morto suicida tramite impiccamento nel 2011 nella sua abitazione nel quartiere Testaccio a Roma all'età di 77 anni.

## Premi e Riconoscimenti
- Premio Pino Pascali 1970

- Premio della Presidenza della Repubblica (Accademia di San Luca, 1990)

- Medaglia d'oro del Presidente della Repubblica per i Benemeriti della Cultura (2004)

## Elenco cronologico delle principali mostre personali, collettive e gallerie dove Vettor Pisani ha esposto, basato su archivi istituzionali (Fondazione Pisani, Mart, GNAM) e cataloghi ragionati
ANNI '60'
- 1966: Prima personale alla **Galleria La Salita* (Roma) – opere pittoriche.

- 1969:

  - Teatro delle Mostre", Galleria La Tartaruga (Roma) – performance concettuale.  
  - Partecipazione a "Arte Povera + Azioni Povere", Arsenali di Amalfi (cur. Germano Celant).  
ANNI '70'
- 1970: Galleria L'Attico (Roma) – installazione ambientale "Il Tempio".

- 1972: Documenta 5 (Kassel) – a cura di Harald Szeemann.

- 1973:

  - Galleria Schema (Firenze) – personale. 
  - Galleria Marlborough, Roma - Plagio Vettor Pisani e Michelangelo Pistoletto.
  -  Contemporanea, Parcheggio di Villa Borghese (Roma) – collettiva storica.  
- 1974: Galleria Civica d’Arte Moderna (Torino) – "Teatro del Mondo".

- 1976: Biennale di Venezia – installazione "Il Teatro dell’Identità" (Padiglione centrale).

- 1977: Galleria Sperone (Milano) – personale.

- 1978:

  - Biennale di Venezia – opera provocatoria "La Biennale malata".  
  - Galleria Lucio Amelio (Napoli) – "Edipo e la Sfinge".  
- 1979: Galleria Ugo Ferranti* (Roma) – "La Rosa di Paracelso".

ANNI '80'
- 1980: Galleria Pieroni (Roma) – "Il Labirinto".

- 1981: Studio Cavalieri (Bologna) – installazioni.

- 1982: Galleria Il Gabbiano (La Spezia) – opere grafiche.

- 1984:

  - Galleria Françoise Lambert (Milano).  
  - Galleria Cesare Manzo (Pescara).  
- 1986:

  - Biennale di Venezia (Padiglione Italia, a cura di Maurizio Calvesi).  
  - Galleria Mazzoli (Modena) – "Enigmi".  
- 1987: Galleria In Arco (Torino) – personale.

- 1988: Galleria Fonte d'Abisso  (Milano) – "Alchimie".

ANNI '90'
- 1990: Biennale di Venezia – mostra personale "Vettor Pisani o dell'immortalità" (Padiglione Aperto).

- 1991: Galleria Nazionale d’Arte Moderna (GNAM)  (Roma) – "Il Tempio dell’Amicizia".

- 1993:

  - Galleria Marilena Bonomo (Bari).  
  - Museo Pecci (Prato) – collettiva "Arte Italiana 1960-1990".  
- 1995: Galleria Studio G7 (Bologna).

- 1997: Castello di Rivoli (Torino) – "La Città Ideale" (collettiva).

- 1998:

- Palazzo Reale (Napoli) – retrospettiva "L’Enigma della Rosa".  
- Galleria Umberto Di Marino 1998 - I giuochi della memoria e dell'oblio (con pubblicazione catalogo) - Giugliano (NA)
- 1999: Galleria Massimo Minini (Brescia).

ANNI '2000-2010'
- 2000: MART (Rovereto) – "Opere 1960-1999" (antologica).

- 2002: Galleria Lorcan O’Neill (Roma) – "Teatro Alchemico".

- 2004: **Hangar Bicocca (Milano) – collettiva "Trattato di Pittura".

- 2006: Museo MADRE (Napoli) – "Il Sacro e il Paesaggio".

- 2008: Galleria Nazionale delle Marche (Urbino) – "La Torre di Babele".

- 2010: Fondazione Volume! (Roma) – ultima personale.

PRESENZE POSTUME (dopo il 2011)
- 2012:

- Villa Pignatelli (Napoli) – tributo "Vettor Pisani. L’artista allo specchio".  
- Graziano Menolascina (a cura di), Amici per la Pelle,Gino De Dominicis, Vettor Pisani, Blu Org Gallery, Bari, 2012
- 2013:

- Museo MADRE di Napoli Mostra Vettor Pisani eroica / antieroica: una retrospettiva.
- Graziano Menolascina (a cura di), Artista dal Sistema Sistemato, Vettor Pisani, Open Space Center for Contemporary Art, Catanzaro, 2013
- 2015: Palazzo Reale (Milano) – collettiva "Arte Magica".

- 2018: Fondazione Vettor Pisani  (Caggiano, SA) – apertura archivio permanente.

- 2021: Centro Pecci  (Prato) – "Il suono lungo. Neodada, arte povera e dintorni" (collettiva).
- 2024: CIAC (Centro Italiano Arte Contemporanea) Foligno - Vettor Pisani. Viaggio ai confini della mente

Musei e Collezioni Pubbliche (opere permanenti)
- MART - Museo di Arte Moderna e Contemporanea di Trento e Rovereto: Custodisce un nucleo significativo di opere, ytra cui installazioni e progetti.
- Galleria Nazionale d'Arte Moderna (GNAM) Roma: Il Tempio dell'Amicizia (1991) e altri lavori.
- MADRE - Museo d’Arte Contemporanea Donnaregina, Napoli: Opere legate alla sua identità napoletana.
- Castello di Rivoli - Museo d’Arte Contemporanea, Torino.
- Hamburger Bahnhof, Berlino: Opere nella collezione Marzona.
- Caggiano (Salerno): La sua casa-laboratorio "Il Geco" è oggi un archivio visitabile, gestito dalla Fondazione Vettor Pisani, con bozzetti, scritti e opere.

## Perchè è studiato nelle Accademie (BRI e testi Universitari)
Vettor Pisani è un caso di studio fondamentale per:
1. Interdisciplinarità: Fusione di arte, teatro, architettura e filosofia.
2. Simbolismo complesso: Uso di archetipi (Torre, Labirinto, Rosa) per indagare l’inconscio.
3. Critica all’Istituzione Arte: Opere come *La Biennale malata (1978) demistificavano il sistema dell’arte.
4. Influenza sul Postmoderno: Precursore della decostruzione dei linguaggi artistici.
5. Didattica esemplare: Le sue installazioni sono "lezioni visive" su temi filosofici (es. La Città ideale di Filarete, 1973).

Nei BRI (Bibliografie dei Corsi Universitari), le sue opere sono analizzate in contesti come:
- Storia dell’Arte Contemporanea (per l’approccio concettuale).

- Semiotica dell’Arte (simboli e narrazioni mitologiche).

- Teoria delle Avanguardie*(sperimentazione tra performance e installazione).

## Opere Iconiche e Metodo
- "Il Tempio dell’Amicizia" (1991): Metafora di un’utopia relazionale.

- "La Rivoluzione Copernicana" (1973): Critica all’antropocentrismo.

- "Edipo a Colono"* (1986): Dialogo tra tragedia greca e psicoanalisi.

Pisani creava "ambienti totali" dove lo spettatore era attore in un "teatro mentale", influenzando artisti come Anselm Kiefer e Gino De Dominicis.

## Riferimenti Essenziali per Approfondire
Libri:
- Vettor Pisani: Opera completa 1960–1999 (Electa, 2000)

- Il teatro dell’identità (Marsilio, 2006)

- Archivi: Fondazione Vettor Pisani (Caggiano) e Archivio Mart

Pisani rimane una figura *essenziale per comprendere la transizione tra avanguardia e postmoderno*, la cui opera sfida ancora oggi la critica a decifrare i suoi "enigni di conoscenza".